# Easton (Pennsylvania)
Easton er en by i et county seat i Northampton County, Pennsylvania, USA. Byen har 28.127(2020) indbyggere. Easton ligger ved sammenløbet af Delaware River og Lehigh River, omkring 89 km nord for Philadelphia og 110 km vest for New York City.

## Kendte fra Easton
- Lisa Ann - pornoskuespiller
- James McKeen Cattell - psykolog
- Daniel Dae Kim - skuespiller
- Robert B. Meyner - politiker
- Mulgrew Miller - pianist, jazzmusiker
- Randall Munroe - programmør